# 牽引電動機

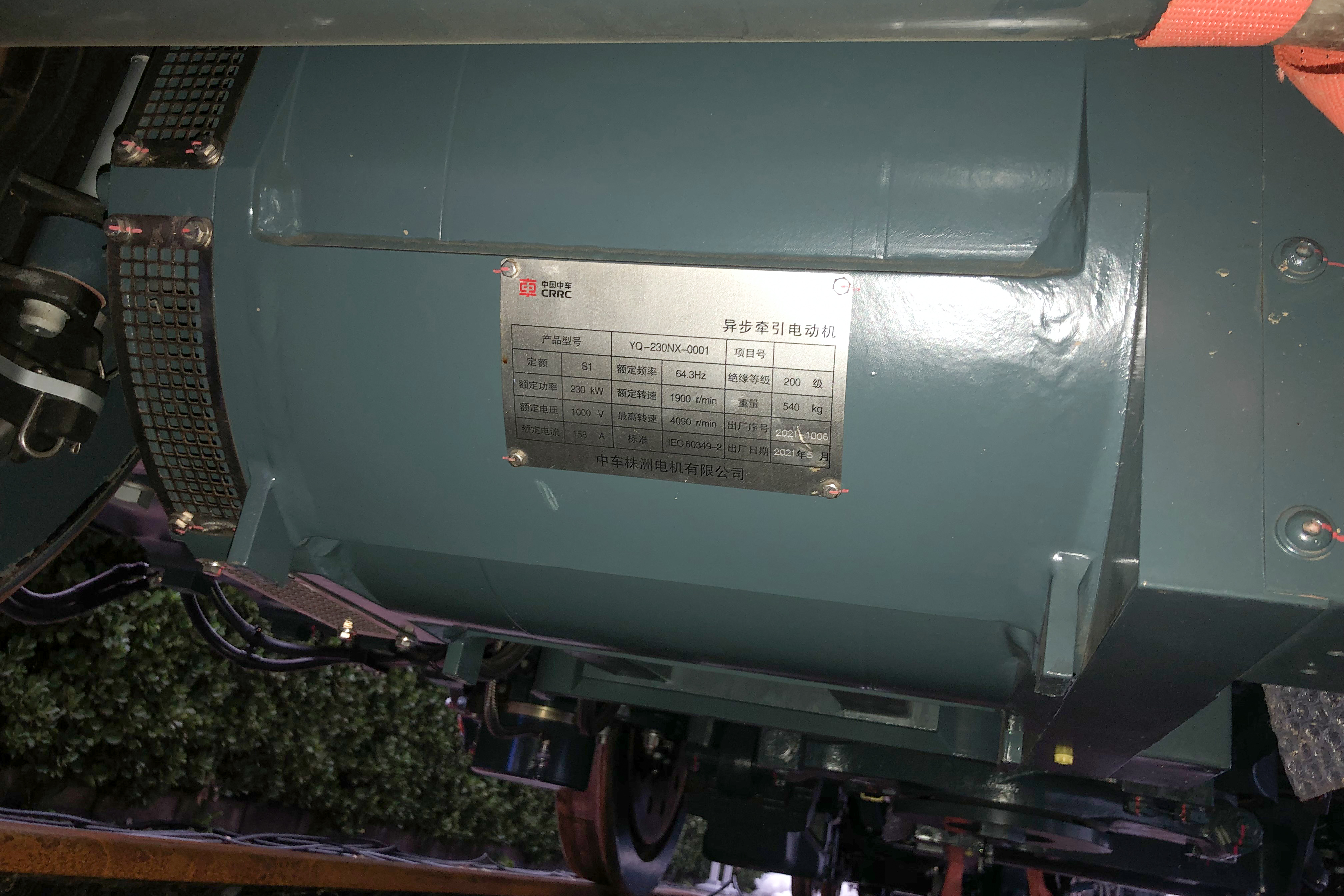
中车株洲电机生产的YQ-230NX-0001型异步牵引电动机

牵引电动机是电动机的類型之一，用於驅動車輛的輪子，包括汽車、電車、鐵路機車、動車組等。
早期的牽引电动机以直流電驅動，電壓多為600V，隨著GTO及IGBT等可用在牽引逆變器的功率晶體的出現，以交流電驅動的牽引电动机也隨之出現，具有比同等輸出的直流電機體積更小、效益更高、易於檢修等優點，當中交流電機也分為同步及異步牽引。
在20世紀中期的柴油化時代以前，一台牽引電動機多是同時驅動多組動輪，與蒸汽機車相似。現時則多以一台电动机驅動一根車軸。

## 類型
- 直流牵引电动机
  - 串励电动机
  - 复励电动机
  - 并励电动机
- 交流牵引电动机
  - 单相整流子电动机
  - 三相异步电动机
  - 三相同步电动机
  - 永磁同步电动机